# Київська провінція
Київська провінція — одна з провінцій Московського царства й з 1721 року Російської імперії. Центр — місто Київ.
Київська провінція була утворена в складі Київської губернії за указом Петра I «Про устрій губерній і про визначення в них правителів» в 1719 році. До складу провінції були включені міста Київ, Ніжин, Переволочна, Переславль, Полтава, Чернігів.
У 1727 році 3 з 4 провінцій Київської губернії відійшли до Білгородської губернії, а Київська провінція була скасована.